# Harald Stender

Harald Stender (1940er Jahre)

Harald Stender (* 18. Dezember 1924 in Altona/Elbe; † 1. August 2011 in Hamburg) war ein deutscher Fußballspieler. Mit insgesamt 336 Punktspielen zwischen 1947 und 1960 ist er der Spieler mit den zweitmeisten Einsätzen in der damals erstklassigen Fußball-Oberliga Nord, die er alle für den FC St. Pauli bestritt.

## Karriere

### Ein Altonaer auf St. Pauli
Harald Stenders Vater meldete den Achtjährigen am 1. April 1933 nicht etwa bei einem großen Verein seiner damals noch selbständigen Geburtsstadt, Altona 93 oder der annähernd gleich starken Union 03, sondern beim hamburgischen FC St. Pauli an – weil dessen Spielstätte gegenüber dem Heiligengeistfeld lag und nur einen kräftigen Steinwurf von der Altonaer Wohnung der Familie entfernt war. In St. Paulis Jugend entwickelte er sich zu einem kampfstarken, ausdauernden rechten Läufer, der zudem viel für den Spielaufbau tat und später auch auf Halbrechts eingesetzt wurde.

### Die unmittelbare Nachkriegszeit
Der Zweite Weltkrieg verhinderte, dass Stender sich schon vor 1945 ins Blickfeld spielte. Aber unmittelbar nach der Befreiung konnte in Hamburg der Spielbetrieb wieder aufgenommen werden, obwohl große Teile der Stadt aufgrund der Fliegerangriffe noch in Schutt und Asche lagen. Und gleich in der Saison 1945/46 belegte der FC St. Pauli in der Stadtliga Hamburg den zweiten Platz, der zur Teilnahme an der Norddeutschen Meisterschaft berechtigte, welche auf Geheiß der britischen Besatzungsbehörde jedoch vorzeitig endete. Was die fußballerische Stärke betraf, verzeichnete der Verein bereits 1945/46 einen Zustrom leistungsstarker Spieler wie Heinz Hempel, Heiner Schaffer, Fritz Machate, Walter Dzur und Heinz Köpping vom Dresdner SC (gelegentlich spielte auch Helmut Schön), Hans Appel, Willi Thiele und „Tute“ Lehmann aus Berlin sowie Josef Famula aus Schlesien. Sie alle kamen, weil der Vater des Ur-Paulianers Karl Miller eine Schlachterei besaß, wo die Spieler zu Zeiten allgemeinen Lebensmittelmangels regelmäßig verköstigt wurden – „Alle Kraft kam aus Millers Wurstkessel“, wie Chronist Jan Feddersen formuliert. Miller hatte während des Krieges zeitweise beim DSC gespielt. Ansonsten reiste die Mannschaft durch die britische Zone und spielte überall, wo ihr Naturalien dafür geboten wurden. Harald Stender war einer von nur drei Hamburgern, die sich in diesem Kreis von Nationalspielern und deutschen Meistern behaupten konnten, der schnell die Bezeichnung „Wundermannschaft“ erhielt.
1946/47 beendete der FC die Saison als Stadtligameister, was ihn für die im Sommer 1947 anlaufende Oberliga Nord qualifizierte, und nahm diesmal zwar nicht an der Zonenmeisterschaft teil, tat dies aber im folgenden Jahr 1948. Nach Siegen über den STV Horst-Emscher (3:1 in Hamburg) und Borussia Dortmund (2:2 n. V. in Gladbeck, 1:0 in Braunschweig) hieß der Endspielgegner ausgerechnet Hamburger SV. In den Stadtligaspielen der Vorsaison hatte St. Pauli noch die Oberhand behalten (3:2 und 2:2), aber am 13. Juni 1948 sahen 37.000 Zuschauer an der Hoheluft eine ganz starke Elf vom Rothenbaum, die die Mannen um Harald Stender mit 6:1 deklassierte.
St. Pauli spielte in folgender Aufstellung: Thiele – Miller, Hempel – Stender, Dzur, Appel – Lehmann, Machate, Famula, Schaffer, Michael.

### Die Oberliga-Jahre

#### 1947–1951: Jedes Jahr um die deutsche Meisterschaft
In der Saison 1947/48 nahm die Oberliga Nord den Spielbetrieb mit zunächst nur zwölf Vereinen auf; am Ende standen mit St. Pauli und dem HSV zwei Hamburger Teams punktgleich an der Spitze. Beide Vereine qualifizierten sich dadurch für die Teilnahme an der Endrunde zur deutschen Meisterschaft, Nordmeister wurde allerdings der HSV durch ein 2:1 im Entscheidungsspiel, da das Torverhältnis seinerzeit noch nicht zählte. Für Harald Stender brachte die Endrunde die ersten beiden Einsätze auf diesem höchsten deutschen Niveau; nach einem 7:0 bei Union Oberschöneweide unterlag der FC im Mannheimer Halbfinale dem 1. FC Nürnberg nach Verlängerung mit 2:3.
1948/49 ergab sich annähernd die gleiche Situation: das Entscheidungsspiel um die Oberligameisterschaft verlor St. Pauli diesmal mit 3:5 gegen den HSV, musste deshalb sogar Qualifikationsspiele austragen, um an der deutschen Endrunde teilnehmen zu können (4:1 gegen RW Essen, 1:1 n. V. und 2:0 gegen Bayern München) und scheiterte dann am 1. FC Kaiserslautern (1:1 n. V. und 1:4). Auch in den folgenden beiden Jahren gewann Harald Stender jeweils die Nord-Vizemeisterschaft, schied aber in der Endrunde um die „Deutsche“ vorzeitig aus: 1949/50 nach einem 4:0 über TuS Neuendorf mit 1:2 gegen die SpVgg Fürth, 1950/51 – die Endrunde wurde erstmals in zwei Gruppen ausgetragen – belegte St. Pauli hinter Kaiserslautern, Schalke 04 und Fürth nur den vierten Platz.
Das Gesicht der Mannschaft veränderte sich langsam, weil ein Teil der „Wunderelf“-Mitglieder auf die 40 zuging oder den Verein wieder verlassen hatte; Harald Stender wuchs in eine Führungsrolle hinein und leitete neue, jüngere Spieler wie Fred Boller, Harry Wunstorf und Otmar Sommerfeld auf dem Spielfeld an. Seine konstante Leistung blieb auch dem Bundestrainer Sepp Herberger nicht verborgen, der den Paulianer daraufhin im Winter 1950/51 zu einem Nationalmannschaftslehrgang einlud. Kurz danach folgte eine der schwärzesten Stunden in Harald Stenders Leben: im Februar 1951 prallte er mit Bremens Torhüter Dragomir Ilic zusammen und schlug mit dem Kopf auf den gefrorenen Boden auf. Von dem doppelten Schädelbasisbruch genas er überraschend schnell – wenn auch nicht schnell genug: das 5:0 am Millerntor gegen den HSV erlebte er nur als einer von 30.000 Zuschauern –, stand knapp drei Monate später wieder in der Oberligaelf, aber vom Bundestrainer hörte er danach nichts mehr. Dem FC St. Pauli war er dafür umso wichtiger: der hatte ihm die Möglichkeit vermittelt, eine Tankstelle an der Stresemannstraße nahe seinem Elternhaus und damit auch nahe am Stadion (das noch nicht das erst 1963 eingeweihte Millerntor-Stadion war) zu pachten, was eine in der frühen Wirtschaftswunderzeit beliebte Methode darstellte, Spieler durch diese zusätzliche Einnahmequelle von Abwanderungsgelüsten abzuhalten.

#### 1951–1960: In einer nur noch mittelmäßigen Elf
1952 als Dritter und 1953 als Neunter der Oberliga hatte der FC St. Pauli mit dem Kampf um die Teilnahme an der Meisterschaftsendrunde wenig zu tun. Aber 1954 wurde die Mannschaft, in der Harald Stender inzwischen die Kapitänsbinde trug, Zweiter hinter Hannover 96 – doch Stender wurde um eine weitere Teilnahme an der Endrunde der deutschen Meisterschaft gebracht, weil sich in dieser Saison wegen der früh beginnenden WM in der Schweiz ausnahmsweise nur die Oberligameister dafür qualifizierten. In den folgenden sechs Spielzeiten schnitt seine Elf nie mehr besser als auf Rang vier ab, und 1959/60 stand bis auf Trainer Heinz Hempel und Torwart Wunstorf eine neue Generation neben Stender auf dem Platz, von der sich insbesondere Horst Haecks, „Oschi“ Osterhoff und Ingo Porges einen guten Namen machen sollten.
Mit einem 2:0 gegen Eintracht Osnabrück am 24. April 1960 verabschiedete sich die „Seele vom Millerntor“ nach 336 Oberligapartien – auf mehr Einsätze hat es nur Otmar Sommerfeld gebracht, der acht Jahre mit Harald Stender in einer Mannschaft spielte – und 22 Torerfolgen aus der Vertragsspielerelf. In den zurückliegenden 15 Jahren hatte er nahezu 500 Begegnungen in der „Ersten“ absolviert, darunter auch 15 Endrundenspiele um die deutsche Meisterschaft (ein Tor) und zusätzlich drei Begegnungen mit der norddeutschen (NFV-)Auswahl, womit er immer noch St. Paulis Rekordspieler aller Zeiten ist. Angeblich war das „dem Verein nicht mal einen Blumenstrauß wert“.

## Leben nach der aktiven Zeit

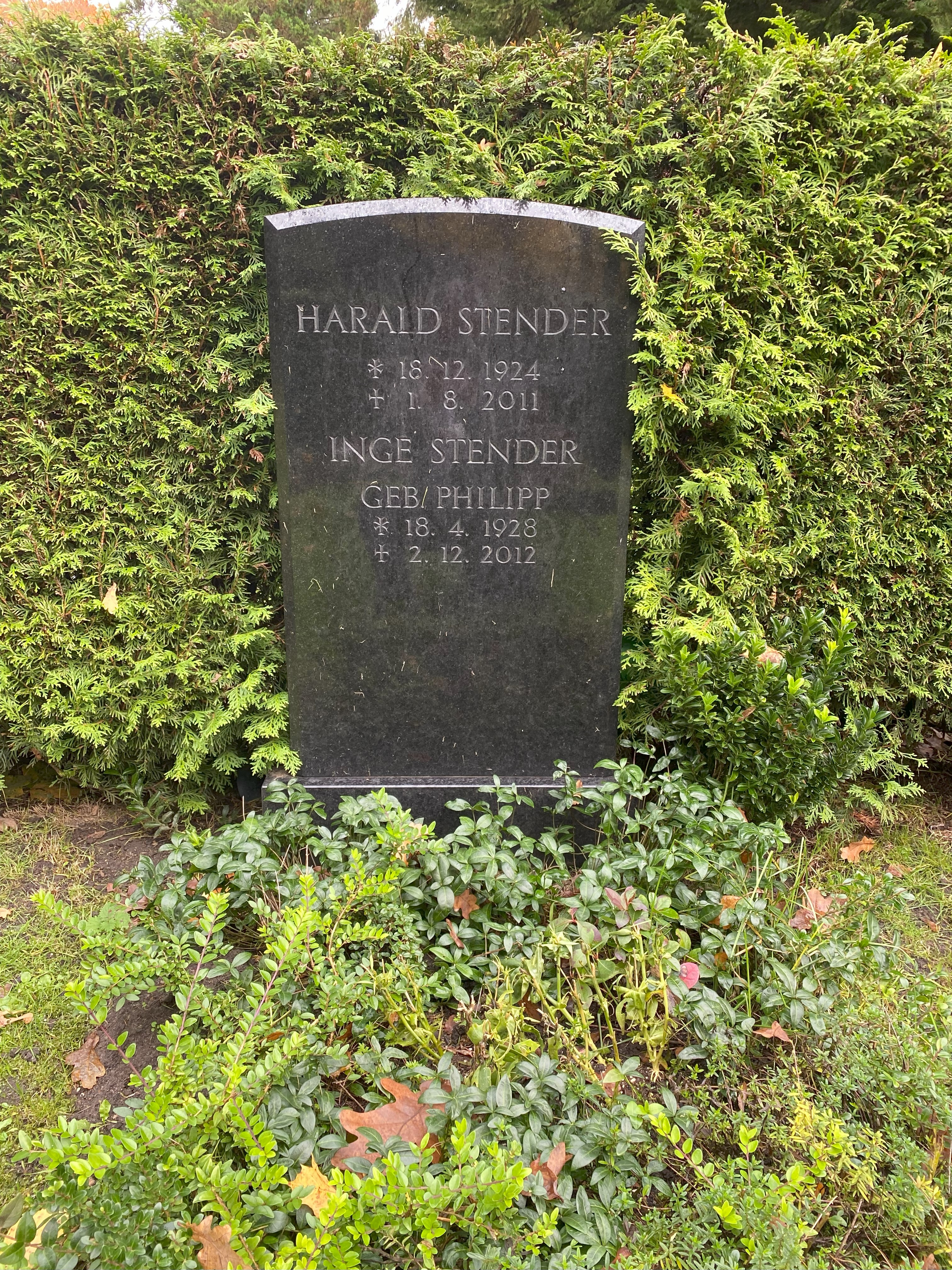
Grabstätte auf dem Friedhof Ohlsdorf

Harald Stender spielte noch bis 1994 in der Altligaelf des FC St. Pauli; 2003 wurde er für seine 70-jährige Vereinsmitgliedschaft geehrt. Seine Tankstelle existiert längst nicht mehr, und er selbst lebte bis zu seinem Tod im Hamburger Norden, weit entfernt von der Grenzgegend zwischen Altona und St. Pauli, in der sich ein Großteil seines Lebens abspielte. Das hinderte ihn nicht daran, noch als Ehrenratsvorsitzender eines anderen Traditionsvereins, von Union 03, zu wirken, auf dessen Sportplatz zeitweise auch die Amateure des FC St. Pauli ihre Heimspiele austrugen. Anlässlich des 100-jährigen Vereinsjubiläums des FC St. Pauli wurde er im Mai 2010 von den Lesern einer Hamburger Tageszeitung in die „Jahrhundertelf“ seines Klubs gewählt.
Ihm zu Ehren wurde zwei Jahre nach seinem Tod, am 11. August 2013, der Südkurvenvorplatz des Millerntor-Stadions in Harald-Stender-Platz umbenannt.
Harald Stender wurde auf dem Friedhof Ohlsdorf beigesetzt. Die Grabstätte liegt im Planquadrat P 31, nördlich von Kapelle 10.